# Vetenskapsåret 1829

## Händelser
- Vid tävlingarna i Rainhill, 6 oktober, vinner George Stephensons lokomotiv Rocket över bland andra John Ericssons Novelty
- Gaspard-Gustave Coriolis formulerar de moderna definitionerna på arbete och rörelseenergi.
- Nikolaj Lobatjevskij publicerar ett arbete om hyperbolisk icke-euklidisk geometri.
- Jules Desnoyers ger namn åt den geologiska perioden kvartär.
- Philippe-Charles Schmerling upptäcker fossil av neandertalmänniskan, delar av ett skallen av ett litet barn.
- William Austin Burt får patent på den första skrivmaskinen.
- Louis Braille uppfinner upphöjt eller relieftryck, som gör det möjligt för blinda att känna av tryckta bilder.

## Pristagare
- Copleymedaljen: ej utdelad.
- Royal Medal: Eilhard Mitscherlich och Charles Bell.

## Födda
- 2 februari – Alfred Brehm (död 1884), tysk zoolog.
- 7 september – Friedrich August Kekulé von Stradonitz (död 1896), tysk organisk kemist.
- 30 september
  - Joseph Wolstenholme (död 1891), brittisk matematiker.
  - Franz Reuleaux (död 1905), tysk maskiningenjör och rektor för Tekniska högskolan i Berlin.

## Avlidna
- 6 april – Niels Henrik Abel (född 1802), norsk matematiker.
- 10 maj – Thomas Young (född 1773), brittisk fysiker, läkare och hieroglyftydare.
- 29 maj – Humphry Davy (född 1778), brittisk kemist.
- 14 november – Louis Nicolas Vauquelin (född 1763), fransk apotekare och kemist.
- 28 december – Jean-Baptiste Lamarck (född 1744), fransk biolog.
- Okänt datum - Huang Lü (född 1769), kinesisk optiker.